# John Braithwaite (criminólogo)
John Braithwaite (Ipswich (Queensland), 30 de Julho de 1951) é um criminólogo australiano que dedicou seus estudos a uma vasta quantidade de áreas nesse campo. Realizou alguns dos estudos empíricos mais sólidos da área e fez recomendações de políticas públicas bastante desafiadoras. Em 2006 foi um dos dois criminólogos premiados com o Prêmio Estocolmo de Criminologia, concedido pelo Ministério da Justiça da Suécia. A Universidade de Queensland premia anualmente os estudantes mais notáveis com o Prêmio John Braithwaite.

## Biografia
Braithwaite nasceu em 1951, em Ipswich (Queensland), uma pequena comunidade fortemente ligada à exploração de carvão. Em 1969, passou seis semanas vivendo como um nativo na ilha de Bougainville, na Papua-Nova Guiné. Após sua volta, sua cidade natal viu-se assolada por duas tragédias em minas de carvão: perdeu dois colegas de escola em um acidente e 17 trabalhadores foram mortos em outro. Este último acabaria por constituir um momento decisivo em sua trajetória, já que ele passou grande parte de sua vida protegendo trabalhadores e consumidores de explorações e danos. Ao escrever o livro To Punish or Persuade: Enforcement of Coal Mine Safety em 1985, Braithwaite conclui que estigmatizar ataques aos empregadores poderia trazer mais prejuízos do que benefícios na busca por reduzir massivamente as mortes nas minas de carvão.
Em 1972, casou-se com Valerie Braithwaite. Sua esposa, hoje conhecida psicóloga especializada em identificar práticas institucionais que enfraquecem a cooperação e geram resistência, colaborou em algumas de suas pesquisas. Braithwaite não teve um forte comprometimento com sua educação. Ele dizia que iria fazer seu doutorado somente para preencher tempo até se dedicar à política. Após acabar o doutorado em 1977, candidatou-se às eleições legislativas municipais de Ipswich, e só não assumiu o cargo porque o Executivo Nacional do Labour Party votou contra. Hoje, ele vê essa reviravolta como um golpe de sorte que o permitiu continuar seus estudos no campo da criminologia.
Logo após o ocorrido, Braithwaite lecionou durante um breve período na Universidade de Griffith e na Universidade de Queensland, até ser convidado a trabalhar por um ano na Universidade da Califórnia. Lá conheceu Gil Geis, com quem mais tarde pesquisaria sobre crimes de colarinho branco. Ao retornar à Austrália, Braithwaite conseguiu um cargo acadêmico na Universidade Nacional da Austrália (ANU). Primeiramente foi alocado no Instituto Australiano de Criminologia, no qual produziu dez artigos acadêmicos com David Biles, conhecido como o pai da criminologia australiana. Também durante esse período escreveu Inequality, Crime and Public Policy (1979), livro baseado em sua tese de doutorado. Em 1982, integrou a diretoria da Federação Australiana das Organizações de Consumidores, o que resultou na publicação de dois livros sobre crimes corporativos: The Impact of Publicity on Corporate Offenders (1983) e Corporate Crime in the Pharmaceutical industry (1984).
É interessante notar que as teorias que Braithwaite desenvolveu ao longo dos anos derivam principalmente do fato de que ele estudou tanto os “crimes de rua” como os crimes corporativos e de colarinho branco. Enquanto a maioria das pesquisas no campo da criminologia escolhe um desses dois lados, Braithwaite foi capaz de realizar estudos que congregassem ambos os tipos de crime. Assim, em seu livro Crime, Shame and Reintegration (1989), ele ignora as distinções entre crimes do colarinho branco e crimes em geral, e aplica seus conhecimentos obtidos em pesquisa na área farmacêutica e de minas de carvão. No livro, Braithwaite apresenta uma “terceira via” às grandes teorias criminológicas, incluindo elementos de várias delas em seu trabalho, mas, de maneira única, reintroduzindo as questões sobre moralidade e emoção na criminologia por meio da teoria da vergonha reintegrativa. É um obra que conjuga uma teoria empírica a uma teoria normativa. Braithwaite é visto por muitos como o descobridor ou criador da justiça restaurativa, termo que não aparece em Crime, Shame and Reintegration, e só ficou mais conhecido a partir da década de 1990.
O trabalho de Bratihwaite, naturalmente, foi alvo de críticas. Muitos argumentam que sua teoria de reintegração não funcionaria bem em regiões populosas. Apesar de ele basear sua teoria em práticas do Japão, um país urbano e moderno, alguns acusam Braithwaite de fantasiar com a cultura japonesa. O autor debateu suas teorias com muitos acadêmicos, mas suas discussões mais acaloradas se deram com Andrew von Hirsch, teórico da “just deserts theory”. Publicou o livro Not Just Deserts: a Republican Theory of Criminal Justice, em conjunto com Philip Petit, além de uma série de artigos criticando essa teoria.
A partir de 1990, Braithwaite voltou a estudar o mundo dos negócios. Foi co-fundador da Rede de Instituições Reguladoras (RegNet), que visava a pesquisar o tema para promover justiça social, em conjunto com instituições, profissionais e acadêmicos. Nesse contexto, publicou dois livros: Responsive Regulation (1992), em parceria com Ian Ayres, e Global Business Regulation (2000), com Peter Drahos. Também estabelece uma terceira via no tema, entre os favoráveis à desregulação total e os que defendem uma rígida regulação estatal. 
Braithwaite agora se dedica a um projeto desafiador chamado Peacebuilding Compared. Ao lado de sua esposa, Valerie, e de Hilary Charlesworth e Kate Macfarlane, ele pretende realizar uma pesquisa comparativa sobre os esforços internacionais para construção da paz, com duração prevista de 20 anos. Ele quer identificar o que funciona e, principalmente, o que não funciona na busca pela paz. Então, ele se comprometeu a passar seis meses de cada ano pesquisando em diferentes localidades. O objetivo é ter os dados em 2021, para formar uma base de dados que será utilizada no desenvolvimento de uma teoria empírica sobre a construção internacional da paz.

## Teoria da Vergonha Reintegrativa ou Reintegradora (Reintegrative Shaming)[6]
A teoria da vergonha reintegrativa é explorada por Braithwaite no livro Crime, Shame and Reintegration, e também
em Shame Management Through Reintegration,
no qual foi atualizada. A estratégia do autor é integrar as
conquistas das teorias sociológicas do crime existentes a uma teoria que aspire
a ser tanto mais generalista quanto mais explicativa. Uma teoria geral, porém,
não precisa explicar todas as variações de todos os casos: basta que explique
algumas das variações de todos os casos. O manuscrito que expõe a teoria de Braithwaite resultou de seminários nas
Universidades de Delaware, da Califórnia(Irvine) e Nacional da Austrália.  
Crime, Shame and Reintegration trata de um conceito que alcançou seu ápice na era vitoriana: a vergonha.
A vergonha é entendida como um mecanismo de controle do crime: o que reduziria
os níveis de crime em uma sociedade seria o compromisso assumido em envergonhar
aqueles que os cometem visando à reintegração. Braithwaite adverte, contudo,
para o fato de que em alguns casos a vergonha é aplicada de forma
contraprodutiva, e acaba por falhar em reduzir o crime.
Braithwaite acredita que todos os crimes têm entre si
bastante em comum para possibilitar o desenvolvimento de uma teoria geral do
crime, visto que todo tipo de delito é um comportamento pobremente reputado
pela comunidade, no qual esta pobre reputação é institucionalizada. O que
diferenciaria a escolha por um comportamento criminoso de outras ações sociais
seria seu caráter desafiador, porque o sujeito opta sabendo que pode ter seu
comportamento rotulado a tal ponto que ele seja diferenciado como um criminoso.
O fato de um ato ser considerado criminoso fundamenta as escolhas sobre esse
ato, e com isso a necessidade de se estabelecerem variáveis que influenciam a
reação dos sujeitos sobre a reprovação institucionalizada para a construção de
uma teoria generalista. 
Portanto, Braithwaite procede a uma síntese de diversas
tradições teóricas herdadas da criminologia sociológica americana, injetando ao
todo teórico o elemento da vergonha reintegrativa. Estas tradições teóricas, se
interpretadas isoladamente, não se mostram convincentes para o autor, pois não
procedem a uma explicação da variância no crime. Nesse sentido o conceito de
vergonha reintegrativa se constitui como um elo que unifica as teorias tradicionais existentes. 
É uma teoria
que conseguiu, na visão do autor, explicar a história do crime nos últimos dois
séculos. Além disso, seus argumentos foram testados com base em informações
históricas. Os vários métodos que podem ser aplicados ao teste da teoria de
Braithwaite tem suas fraquezas, mas ele argumenta que se um método múltiplo
fosse aplicado poderia haver força na convergência dessas fraquezas. 
O positivismo enxerga os criminosos como seres determinados. Nesse
sentido, as teorias rotuladoras (labeling theories) representaram um grande
avanço, à medida que atribuem capacidade de escolha ao criminoso, que passa a
fazer parte do processo de definição de seu destino; e com isso direciona a
criminologia ao criminoso. 
A tese da obra é de que as taxas de crime são menores quando a própria
comunidade atua como controladora de sua repressão, em que há um envolvimento
moral de todos os seus membros em envergonhar o criminoso. O controle social
moral é mais efetivo que o controle social repressivo: este seria uma forma de
coagir o sujeito ao cumprimento da lei; enquanto aquele guiaria a escolha do
sujeito por aquele cumprimento. 
A vergonha reintegrativa controla o crime; a estigmatização eleva o
ofensor à condição de criminoso. Braithwaite estipula dois pressupostos à
vergonha para que ela não seja estigmatizante: um comportamento só deve ser considerado
criminoso se prejudicar outros indivíduos e o ofensor deve ser sempre punido
com dignidade, e não estigmatizado. 
O autor alerta para a necessidade de uma teoria que atenda às múltiplas
moralidades das sociedades atuais, e pela teoria da vergonha reintegrativa é
possível explicar as subculturas criminais. A subcultura do crime permite ao
ofensor rejeitar aqueles que o rejeitam, desenvolvendo um respeito por si
mesmo: a vergonha reintegrativa faria com que a subcultura parecesse menos
atrativa aos ofensores. 

### Teorias tradicionais do crime
Braithwaite explica de maneira simples as principais teorias sociológica, e de que maneira elas se complementam e são importantes no desenvolvimento de sua teoria.
Teoria rotulativa (labeling theory): determinista, atribui alguns
elementos comuns àqueles que cometem desvios. Considera que o controle social
piora o desviado. Não é efetiva porque não resolve o problema dos crimes não
triviais, e com isso inviabiliza que a intervenção do Estado seja repressiva e de
perdão ao mesmo tempo. A vergonha reintegrativa, por sua vez, é concebida como
a rotulação que reduz o crime, enquanto a estigmatização é vista como rotulação
criminogênica. Apesar de suas falhas, a teoria rotulativa tem o mérito de
demonstrar como a estigmatização colabora para a formação de uma subcultura do
crime.
Teoria das subculturas: o motivo do crime é uma tentativa de satisfazer
as expectativas de membros de um mesmo grupo. A base é o dissenso: existem
alguns grupos que têm valores diferentes de outros em relação ao crime. A constatação
de que existem variados sistemas subculturais de valores nas sociedades contemporâneas
não é suficiente para explicar o crime em grande escala. Falha em provar a
existência de uma subcultura do delinquente.
Teoria do controle: há um grande consenso e rejeição de comportamento
criminoso na sociedade. Todos os indivíduos estão sujeitos a comportamentos
criminosos gratificantes e vão buscar esses benefícios a menos que sejam
controlados. Explica variações do comportamento criminoso em proporções
modestas, mas não explica o que nos faz não cometer crimes. Ignora os crimes
mais graves da sociedade. O controle é exercido por uma pessoa ou um grupo,
enquanto o vergonha o é por toda a comunidade. Esta teoria não coloca o ser
humano como determinado.
Teoria da oportunidade: em toda sociedade existem objetivos compartilhados
que só poderão ser atingidos por meios legítimos, e quando esses meios estão
bloqueados a um indivíduo, ele recorrerá a meios não legítimos para alcançar a
meta. Propõe que os meios legítimos estejam disponíveis e os não legítimos
indisponíveis. Consegue explicar a formação das subculturas.
Teoria do aprendizado: uma pessoa se torna delinquente pelo excesso de
definições favoráveis à violação da lei em relação a definições não-favoráveis
à violação da lei. O crime é a escolha que o ofensor faz quando percebe que
terá consequências melhores que outra escolha, porém não especifica os
mecanismos que permitem o aprendizado do crime. A teoria do vergonha
reintegrativa especifica como o aprendizado da estigmatização seguida da subcultura
permite que comportamentos criminosos padrões sejam aprendidos.
A teoria da vergonha reintegrativa consegue estabelecer uma relação entre
a teoria do controle, a qual explica o primeiro comportamento desviante, a
teoria rotulativa, a qual explica como a estigmatizção produz o segundo
comportamento desviante, e a teoria das subculturas, que explica como o apoio
da sociedade é importante para barrar esse segundo crime. 

### Vergonha
O autor argumenta que, enquanto a lei penal na prática pune mais a classe
trabalhadora, o direito penal dos livros é reflexo de um consenso em se punir
igualmente os agentes poderosos que cometam atos igualmente ofensivos aos menos
poderosos, tendência do último século. Braithwaite apresenta uma lista com descobertas sobre as
taxas de crimes cometidos para afirmar o fracasso das teorias dominantes em
explicar essas descobertas. Nesse aspecto as teorias do aprendizado foram as
únicas que tiveram algum sucesso, e Braithwaite coloca sua teoria da vergonha
reintegrativa como parcialmente uma teoria do aprendizado do crime, mas com
mais capacidade que as outras teorias do aprendizado para explicar os fatores
do crime porque as integra às outras teorias dominantes. 
Desde Freud, a
culpa adquiriu mais popularidade e interesse que a vergonha. Ela se estabelece,
para Braithwaite, como um mecanismo de controle criminal. O compromisso cultural
de envergonhar é a chave para se controlar qualquer tipo de crime, mas não se
pode proceder à estigmatização, sob risco de se tornar ineficaz e
desintegrativo. A estigmatização divide uma comunidade criando um grupo de
excluídos, enquanto a vergonha reintegrativa promove a reincorporação de
indivíduos que praticaram crimes à comunidade que pratica expressões de
desaprovação comum. A lei possui uma série de procedimentos formais de caráter
sancionatório, os quais são entendidos como arbitrários, a não ser que a
comunidade esteja envolvida em moralizar e ajudar o problema criminal. 
Braithwaite propõe o modelo familiar de punição como forma de evitar que um indivíduo seja considerado diferente dos demais por seu comportamento delinquente. Vergonha e punição são possíveis se mantido o respeito, e as taxas de crime podem diminuir. Um grande problema do controle social punitivo hoje em dia seria a descontinuidade entre o controle feito pela família em casa e aquele que se desenvolverá pela sociedade com o passar do tempo. 
Envergonhar e induzir à culpa são ambos criticismo dos outros, na teoria de Braithwaite. A forma de envergonhar varia conforme a sociedade, e não necessariamente é punição formal. A vergonha é um meio de tornar o crime impensável.

### Vergonha e punição
Uma das explicações para o aumento das taxas
de crime depois da Segunda Guerra Mundial seria, segundo Braithwaite, o desacoplamento
entre punição e vergonha. Esse desacoplamento não se deu no Japão.
Desenvolveu-se, e desenvolve-se ainda hoje, na sociedade japonesa, uma forte
interdependência que gera um sentimento de comunidade entre os japoneses e
propicia o shaming reintegrativo, corrigindo a anomia que se instalara depois
da guerra. A vergonha, nesse sistema, nasce pela comunidade à qual o indivíduo
pertence e o pedido de desculpas tem um importante papel. 
A vergonha reintegrativa é mais eficaz que a estigmatização porque minimiza o risco de induzir os envergonhados às subculturas criminosas e porque a desaprovação social é mais eficaz quando ligada a relações com aprovação social. Não envergonhar ou envergonhar de forma desintegrativa são duas opções entre as quais a escolha deve ser feita com base na densidade das subculturas na
sociedade em questão. 
A vergonha traz à baila dois tipos de punição: a desaprovação social e as angústia da consciência. A presença da vergonha dá à socialização seu conteúdo. Fofocas indiretas são combinadas com atos diretos e explícitos de reintegração, reforçando valores comuns. Esse processo, no entanto, pode representar a vergonha reintegrativa  se comprometer a reputação do ofensor. É uma teoria que procura basear a intervenção mais na conscientização que na remediação. A punição, segundo a teoria de Braithwaite,
deve ser suficiente apenas para comunicar a adequada desaprovação da comunidade em relação à ofensa cometida, de modo a influenciar uma conscientização pela má
reputação de atos criminosos na sociedade. 

### Condições da vergonha
Um teoria que

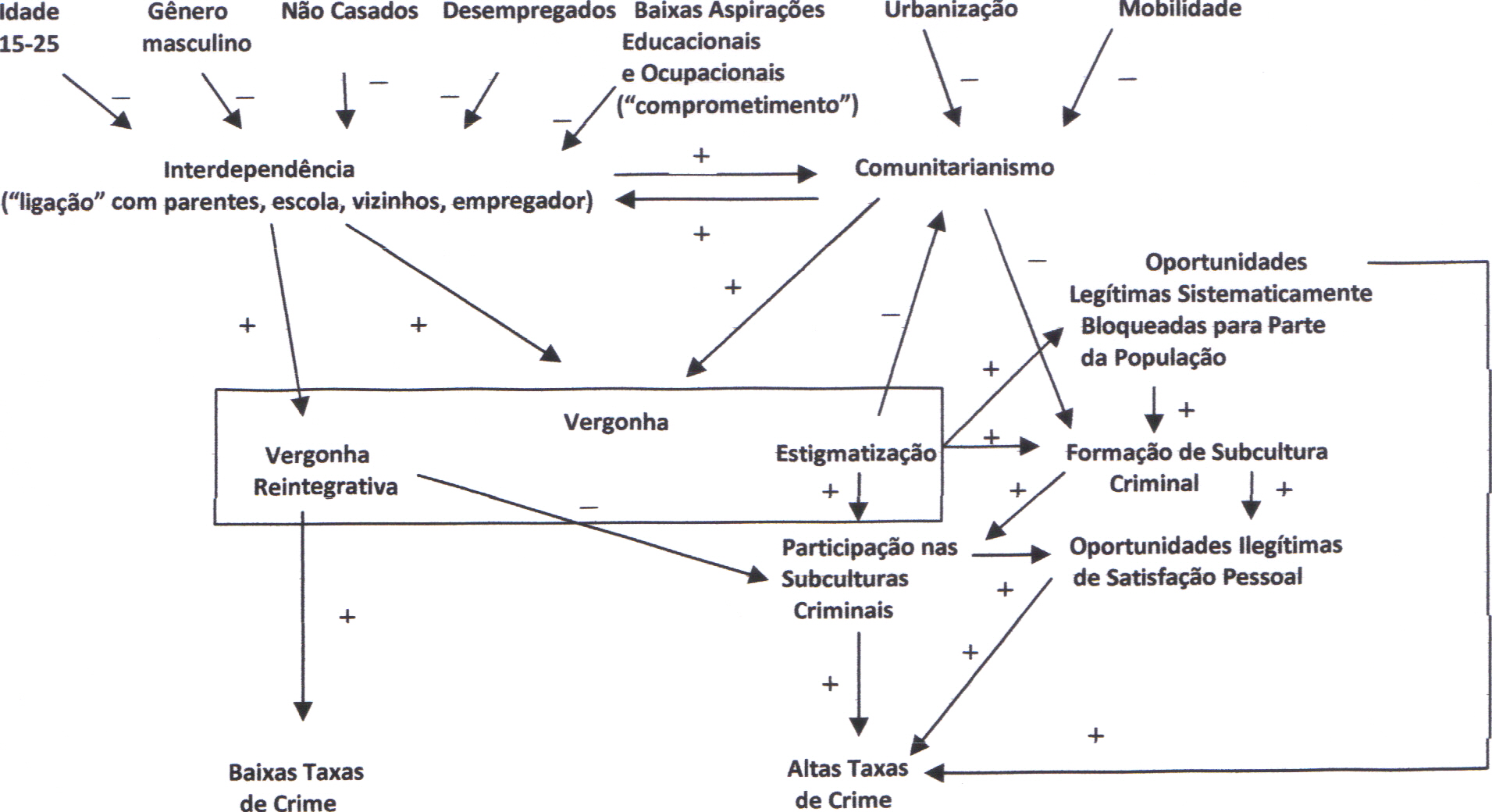
fluxograma de John Braithwaite

explica o comportamento social em geral ou em algum aspecto específico, como o
criminoso, deve conter uma parte que explique a distribuição desse
comportamento na sociedade  e outra que
explique por que os indivíduos vêm a cometer o comportamento em questão; que
leve em conta, simultaneamente, o comportamento social e individual.
As condições
sociais fundamentais ao processo da vergonha reintegrativa são a
interdependência e o comunitarianismo, que são conceitos intimamente
relacionados. As interdependências devem gerar obrigações pessoais para com as
preocupações da comunidade, por fortes lações culturais que gerem esses
compromissos obrigacionais. Sociedades comunitárias tem poder de desenvolver um
envergonhamento mais efetivo e reintegrativo e, portanto, de reduzir a
estigmatização. Sociedades nas quais os indivíduos estão sujeitos a larga
escala de interdependência tendem a ser mais comunitárias. A partir da Segunda
Guerra Mundial reduziram-se o comunitarianismo e a interdependências nas
sociedades, o que pode ser a explicação para o aumento das taxas de crime. 
A teoria é mais sobre os impactos culturais sobre os indivíduos que tomam consciência da
vergonha, do que sobre esta como forma de controle do crime. Focaliza em  como variáveis afetam escolhas sobre ações
sociais intencionais e como essas ações influem em outras outras
micro-escolhas, em como se construir uma cultura de tolerância e compreensão.
Por tudo isso a teoria de Braithwaite rejeita compreender o comportamento da
sociedade como um agregado de comportamentos individuais. 
A teoria da vergonha reintegrativa difere das demais porque não exclui de seu estudo os
crimes de colarinho branco. Assim como com os crimes comuns, os crimes de
colarinho branco diminuem se a sociedade exercer controle por desaprovação da
comunidade aliada à eventual punição pelo estado, desenvolvendo a vergonha
reintegrativa e diminuindo a estigmatização. A vergonha nesses casos deve ser
dirigida especialmente aos chefes executivos, que têm função importante de  gerar cultura criminogênica. 

### Implicações na sociedade
Braithwaite argumenta que uma “boa sociedade” é aquela que impõe rígidos deveres de
proteger direitos; e que é, pois, intolerante quanto ao desrespeito a valores
consensuais, como é a lei penal. Por outro lado, as características da diversidade humana não podem ser aniquiladas pelo poder de criminalizar. Nesse sentido, a teoria de Braithwaite, segundo o próprio autor, prevê alguns resultados das políticas de controle do crime, o que ele considera importante à medida que uma teoria deve não apenas descrever os fatos já conhecidos mas levar em conta também os desconhecidos. As políticas sociais da vergonha reintegrativa deveriam ser tanto de arrependimento e perdão, quanto de atribuição de culpa ao ofensor. Braithwaite aponta que no ocidente não há incentivos ao arrependimento, o que torna o tipo de política por ele proposto extremamente raro. Em sociedades em que a reintegração tem sucesso, a exemplo do Japão, sanções como o serviço comunitário dão ao ofensor a oportunidade de se redimir “pagando seu débito”. Por todos esses motivos o autor defende que a punição é necessária para gerar a conscientização pela vergonha do ofensor, mas
que se devem evitar ao máximo as prisões e se deve optar por integrá-las à comunidade, para que o ofensor possa ser recepcionado na comunidade e criar laços com ela. O autor admite que não existe uma pré-determinação sobre quais seriam os valores consensuais, e quais seriam aqueles sobre os quais os indivíduos têm liberdade. As “boas sociedades”, segundo Braithwaite, usam a vergonha para evitar o abuso da
liberdade por indivíduos que queiram se desviar dos valores consensuais.

## Justiça Restaurativa e Regulação Responsiva[8]

### O renascimento da justiça restaurativa
Questionado sobre a influência de sua teoria sobre a criminologia atual, Braithwaite revela-se surpreso com a quantidade de países que introduziram a justiça restaurativa, mesmo que se distanciando da corrente teórica principal, a seus sistemas de justiça. O autor reconhece ainda que essas ideias acerca da justiça restaurativa têm sido cada vez mais discutidas e impulsionado reformas mundo afora.
Se analisarmos a
justiça restaurativa de modo sério, percebemos que envolve muitos jeitos
diferentes de pensar acerca de noções tradicionais como incapacitação,
prevenção do crime, detenção e reabilitação, além de alterar nossa percepção do
que é liberdade, democracia e comunidade. O cerne da mudança que
essa justiça propõe é o de proporcionar às partes envolvidas na transgressão
que por meio de uma série de conversas assistidas elas possam resolver o
problema da punição e reparação, ao invés de delegar ao juiz o poder de aplicar
a pena com base em um livro de regras.
Ela está presente desde
tempos remotos, tendo sido já aplicada pelas populações mais antigas, como os Romanos,
os Gregos e os Celtas; além de ser usada preponderantemente pelas tribos locais
da América, África, Ásia e Pacífico, pelo que se percebe que ela foi mantida até
os dias atuais em algumas sociedades.
Ela tem retornado
devido a alguns fatores: a ampliação dos danos nas relações sociais, ao passo
que se tem defendido cada vez mais a restauração da paz, a aproximação das
pessoas, o estímulo a cada um realizar seu papel de cidadão, dentre outros.
Assim, mesmo crescendo o número de litígios, busca-se solucioná-los da maneira
mais amigável e menos danosa possível.
A justiça restaurativa
procura estender a lógica que dá base à mediação para além da resolução de
disputas econômico-financeiras que envolvem grandes negócios para a resolução
de conflitos individuais, que têm sido tratados tradicionalmente dentro de um
paradigma punitivo. Em ambas as situações a concepção de justiça restaurativa
fez com que a violência perdesse seu caráter privilegiado como sendo a
estratégia mais utilizada para garantir a segurança.
É possível afirmar que
a justiça restaurativa é mais estável do que os tipos de justiça a que ela é
uma alternativa, como a Justiça juvenil, que aplica de forma pendular tanto a
retribuição quanto a reabilitação, em um momento privilegiando a segunda e em
outro a primeira. A justiça restaurativa apela para que haja um sistema de justiça
menos punitivo e que dê ênfase à vítima e à sociedade como um todo.
Na Oceania, é curioso ver
que a polícia, uma organização tradicional, marcada pelo uso da força e
tendencialmente anacrônica, é favorável a esse sistema de justiça, enquanto
os advogados e juízes – ou seja, os operadores do direito – são os que mais
geram oposição à implementação da justiça restaurativa.
A definição mais aceita
de justiça restaurativa é a de Tony Marshall: “Justiça restaurativa é um
processo por onde todas as partes com interesse em determinada ofensa se reúnem
para resolverem conjuntamente como lidar com ela e com suas implicações
futuras.”. Contudo, essa definição tem uma limitação, que seria não definir o
que deverá ser restaurado, além de não estabelecer quais são os valores
centrais – embora não essenciais – que circundam essa justiça. John Braithwaite
os expõe, dizendo que esses valores são: curar, em oposição a machucar; ter compreensão moral; ter
participação da comunidade; haver um diálogo respeitoso; perdoar; responsabilizar-se;
pedir desculpas e fazer as pazes (presentes na Declaração dos Direitos Humanos).
Devem-se reunir aqueles que têm um interesse particular na ofensa – a vítima, o
ofensor, suas respectivas famílias e as pessoas que foram afetadas – para
restaurar o que cada interessado achar que deve ser restaurado (é um critério
subjetivo), e isso deve ser deliberado pela reunião das partes.
Além daqueles, o autor
acha importante destacar outros valores destacados em outras legislações
internacionais. São eles a compaixão, a restituição e a reparação. Também estão
presentes nessas legislações mecanismos informais de resolução de disputas
englobados pela justiça restaurativa, como a mediação, a arbitragem e a justiça
costumeira dos povos nativos, os quais devem ser usados para facilitar a
conciliação e a reparação favorável às vítimas.
Alguns valores são considerados
essenciais à justiça restaurativa (como respeitar enquanto o outro estiver
falando), sem os quais ela não funcionaria. Mas há outros valores
importantíssimos que não podem ser exigidos das partes, tais como o perdão,
a misericórdia e o remorso; pois se violaria a liberdade de decisão dos indivíduos
e destruiria a real efetividade desse sistema, visto que não é possível forçar
alguém a perdoar ou a sentir remorso: essas são atitudes que devem surgir da
própria pessoa para que sejam verdadeiras.
Como uma forma
alternativa de justiça, deve-se tomar em consideração que assim como uma corte
não pode aplicar sanção mais grave do que está previsto em lei, o processo de
justiça restaurativa não poderá impor uma pena mais elevada do que uma dada pela
corte para a mesma transgressão. Além disso, seu processo deverá estar dentro
dos limites estabelecidos pelos direitos humanos. Os direitos humanos não
apenas impõem limites ao processo da justiça restaurativa, mas também fornecem
boas regras-guia para os valores que o processo deve observar. Pode-se dizer
que os direitos humanos são adequados para esse tipo de justiça e têm cunho
democrático porque eles são aplicados de maneira universal (ainda que não
homogênea) e resultam de décadas de deliberação de diversas
nações.
Alguns teóricos alegam
que deveriam ser aplicadas tanto a justiça retributiva quanto a justiça
restaurativa. O autor, por sua vez, entende que apenas a segunda deveria ser aplicada porque a primeira seria um atraso para a sobrevivência e prosperidade da
sociedade moderna. Embora ele entenda que a retribuição é um sentimento que
todos possuem em algum momento, argumenta que devemos afastá-la por ser
sentimento tão corrosivo das relações sociais quanto a ganância e outros
pecados. John Braithwaite defende que por isso devemos manter apenas o sistema da justiça restaurativa. Esse sistema deve ser
aplicado a todo e qualquer crime, desde os pequenos delitos até os “crimes de
adultos”, como homicídio, crimes de guerra e crimes financeiros – “white collar
crimes”(crimes de colarinho branco).
No livro se estabelece
que na maioria dos casos a justiça é melhor aplicada quando se capacitam as
comunidades afetadas para lidar com as consequências da injustiça e transformar
os problemas privados em públicos, através da defesa de medida preventivas.
Assim aumenta-se a prevenção do crime e se possibilita o processo de tratamento
ao delegar poder de deliberar acerca das injustiças à sociedade.

### Regulação responsiva
A ideia básica de
regulação responsiva é de que os governos deveriam ser compreensivos/responsivos à
conduta daqueles que eles procuram regular quanto à decidirem quando uma
intervenção menor ou maior é necessária.
O formalismo
regulatório é o grande contraste da regulação responsiva. O formalista define
os problemas que requerem determinadas respostas e escreve regras que impõem
essas respostas. O formalista também pode dizer, por exemplo, que o roubo à mão
armada é um terrível mal, portanto, ele sempre deveria ser levado ao julgamento
pelos tribunais, e se o indivíduo for considerado culpado, ele obrigatoriamente
deverá ir para a cadeia. A regulação responsiva nos incita a contestar essa
presunção: se o ofensor responder pela sua transgressão através de uma mudança
de seus hábitos, ajudando vítimas e se voluntariando para trabalho comunitário
como forma de compensar o prejuízo que ele causou à comunidade, então a
regulação responsiva dirá não à prisão, mesmo que ele tenha praticado roubo à mão
armada. A questão problemática é como decidir quando punir e quando persuadir e
aconselhar. 
A mais distinta parte
da regulação responsiva é a pirâmide regulamentar. Ela é uma tentativa de
solucionar o problema de quando punir e quando persuadir. Na base da pirâmide
está a abordagem mais restaurativa e baseada no diálogo de que podemos conciliar a
lei justa com o seguro cumprimento do que for discutido. Quanto mais acima na pirâmide,
mais intervenções punitivas serão impostas às pessoas envolvidas. A ideia da
pirâmide é que nossa presunção deverá ser sempre a de começar em sua base e depois escalá-la para alguma abordagem mais punitiva (caso o diálogo
não baste); e, se isso ainda não resolver, aplicar abordagens mais punitivas.
O ponto crucial é que

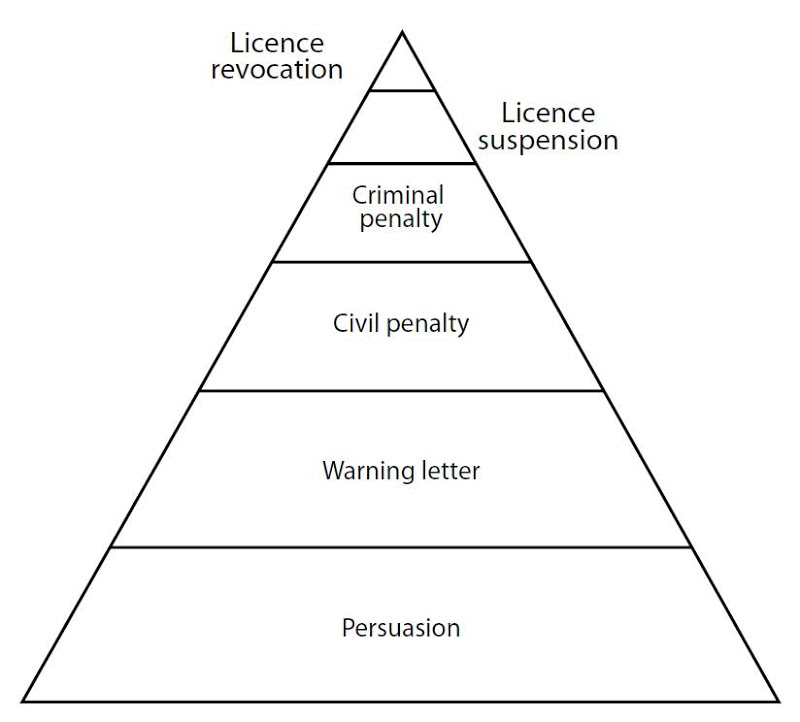
pirâmide de John Braithwaite

esse é um modelo dinâmico, ou seja, ele não trata de especificar quais são os
tipos de matéria que deveriam ser tratadas na base, quais deveriam ser tratadas no meio,
e quais no topo da pirâmide. A presunção significa que por mais sério que seja
o crime, a resposta imediata deve ser iniciar o caso através do diálogo para
resolver a questão, apenas deixando-a de lado se houver razões imperiosas para
tanto, como perseguir a vítima mesmo depois de indiciado pelo crime que a
tornou vítima.
A pirâmide expõe o fato
de que a justiça restaurativa, a detenção e a incapacitação são teorias falhas
e limitadas do cumprimento. Por isso, o que a pirâmide faz é cobrir a fraqueza
de uma teoria com a força das demais. O que permeia a estratégia da pirâmide
não é apenas colocar a mais barata, menos coercitiva e mais respeitosa opção em
sua base com o intuito de poupar recursos e preservar a liberdade do sujeito. É
também defender a argumentação de Braithwaite de que recorrer a uma maior dominação e ao controle social apenas quando as
formas de diálogo foram tentadas antes dá maior legitimidade ao controle
coercitivo, e de alguma forma estimula que se cumpra lei. Em outras palavras, quando se faz uso primeiramente do diálogo para tratar um problema,
alegando que da próxima vez haverá um procedimento mais severo, o indivíduo
verá esse futuro procedimento como justo. Portanto, segundo Braithwaite, privilegiar a justiça
restaurativa e aplicá-la na base da pirâmide cria legitimidade para se utilizar
futuramente a força na resolução do caso.
A lógica da pirâmide é
fazer com que o indivíduo se puna (por meio daquelas medidas de diálogo que dão
base à justiça restaurativa) por ter transgredido a lei; e caso ele não o faça, o
Estado irá puni-lo de modo mais severo, com penas tão duras quanto o necessário
para tanto. Com efeito, o que a
pirâmide faz é resolver o problema de falta de recursos do sistema, aplicando
punições mais baratas – visto que manter alguém preso é muito dispendioso ao
Estado, enquanto que resolver o problema por meio de uma reunião é mais simples
e não exige gastos elevados.
A aparente
incompatibilidade entre justiça restaurativa e coerção é impugnada por dois
pontos. O primeiro diz que só houve a cooperação e participação de vários
transgressores porque eles foram detidos e o segundo afirma que esse processo é
uma alternativa para o julgamento – que tem caráter coercitivo. Portanto, sem
coerção não é possível realizar a justiça restaurativa. O problema a ser
considerado não é como evitar a coerção, mas como evitar as ameaças e a
intensificação da coerção. Levando isso em consideração, deve-se estabelecer
que a coerção seja aplicada para garantir o bom funcionamento da justiça
restaurativa, isto é, utilizando-se de medidas coercitivas quando não se cumpre o
que foi acordado na discussão alternativa ao julgamento e quando o indivíduo se
recusar a dela participar. A hipótese defendida
pelo autor é que a justiça restaurativa funciona melhor com a sombra da punição
por detrás dela, criando uma ameaça indireta e nunca uma ameaça direta, porque
essa leva o indivíduo a se fechar com o intuito de se proteger. Isso impede o
sistema de justiça restaurativa a funcionar, já que não são internalizados pelo
transgressor e nem pela vítima os valores de remorso, desculpas e perdão; além
de que a ameaça direta pode até causar efeitos imediatos, mas eles não se
protrairão no tempo.
É papel dos cidadãos,
dentro da lógica da justiça restaurativa, tratar os transgressores como dignos
de confiança, porque quando se sentem acolhidos eles comprovadamente
tendem a cumprir a lei no futuro.
A questão crítica é se
a justiça restaurativa pode ser efetiva em situações em que há um número grande
de reincidentes. A pesquisa de Bonta, Rooney e Wallace-Capretta de 1998 mostrou
que entre transgressores agressivos que se submetem a julgamento, 6 meses depois
de terem cumprido a pena, a taxa de reincidência é de 90%; enquanto entre
aqueles que se submetem à justiça restaurativa a taxa gira em torno de
45%. John Braithwaite conclui, pois, que a justiça restaurativa é uma opção plausível,
inclusive para os crimes mais graves. O autor enfatiza, contudo, que para que ela seja eficiente,
principalmente quando envolver esses casos mais duros, ela deve ter o suporte
da pirâmide, instrumento da regulação responsiva.
Braithwaite ainda simplifica a
definição de regulação responsiva: é a presunção em favor de se tentar primeiramente a
justiça restaurativa; seguindo-se pela detenção, quando aquela falhar; e por
último a incapacitação, quando nenhuma das anteriores for eficaz.
Portanto, as teorias
restaurativa e responsiva acordam que a justiça restaurativa, embora mais
eficaz do que a punitiva, é a base do crescimento regulamentar da eficácia da
punição na pirâmide responsiva. Ela aumenta a efetividade tanto da detenção
quanto da incapacitação. No entanto, para nenhum caso de crime a prisão deve
ser a primeira resposta do poder público, argumento que confere ao autor a liberdade de dizer
que a maioria das prisões pode ser fechada.

### O funcionamento da justiça restaurativa
A justiça restaurativa
funciona de maneira exemplar, visto que restaura e satisfaz melhor as
vítimas, os transgressores e as comunidades melhor do que as práticas de
justiça criminal tradicionais.
O empoderamento da
vítima para que ela defina qual restauração lhe é importante é a chave da
filosofia da justiça restaurativa. Três caminhos podem ser tomados. Um é a imposição de uma lista de tipos de restauração que são importantes para a maioria das
vítimas. O segundo é estabelecer quais dimensões de restauração são universais
o suficiente para calcular. O terceiro caminho é pedir às vítimas que definam
os tipos de restauração que estão procurando, e então relatar quantas
restaurações que atingiram seus termos mais lhes são importantes.
A conferência
proporcionada pela justiça restaurativa geralmente proporciona um efeito
benéfico nos sentimentos de dignidade, auto-respeito e confiança das vitimas,
além de reduzir os níveis de vergonha acerca da ofensa por elas sofrida. Isso se
prova pelos dados de que apenas 7% das vítimas que passaram pelo processo de
justiça restaurativa disseram que se encontrassem seus ofensores iriam
machucá-los, enquanto mais da metade das vítimas que levaram seus casos aos
tribunais disseram que assim fariam. Alguns casos levados a
conferência se mostraram insatisfatórios, mas a maioria desses é decorrente de
programas mal administrados, o que pode fazer com que as vítimas saiam mais
prejudicadas do que no processo levado a julgamento por tribunal. Mas esses casos em que
as vítimas saem descontentes de conferências não são tão frequentes, o que Braithwaite prova por alguns dados: 96% das vítimas experimentaram equidade; 94% delas entenderam
que sua opinião acerca da ofensa foi adequadamente considerada no caso; 98%
puderam expressar seus sentimentos sem se sentirem vitimizadas; 96% tiveram
pedidos de desculpas dos ofensores e 94% disseram que elas escolheriam a
conferência se tivessem que fazer isso novamente.
McCold e Wachtel (2000)
compararam sistematicamente amostras de 39 programas, dentre os quais alguns
eram ’totalmente restaurativos’, ‘na sua maior parte restaurativos’ e ‘não
restaurativo’. Na média, as vítimas entenderam que a justiça e a satisfação
eram maiores nos programas ‘totalmente restaurativos’ e menores nos ‘não
restaurativos’. Outras pesquisas sugeriram que os maiores níveis
de cumprimento do que foi acordado ocorreu nos casos levados à justiça
restaurativa.
Uma explicação para que
os níveis de satisfação das vítimas sejam substancialmente maiores nos casos
tratados em conferência é a de que elas recebem não apenas reparação material, mas
também reparação simbólica, que é, geralmente, mais importante a elas, sendo
o pedido de desculpas o cerne dessa reparação. Outras reparações simbólicas que
as vítimas almejam é o desejo de expressar seus sentimentos, fazer
declarações e perguntas aos ofensores e até mesmo de tentar ajudar aqueles
que lhes causaram a ofensa. Há também aquelas que são movidas por uma condição
espiritual, como os aborígenes da Austrália.
A justiça restaurativa,
como argumenta Braithwaite, tem também a função de evitar a reincidência dos
infratores. Para maximizar os resultados, principalmente nos casos mais graves,
ela deve ser combinada com um processo de reabilitação intensiva. Os resultados
dessa combinação são convincentes porque parte da intervenção gerou maior
vigilância da polícia, o que deveria permitir um aumento no número de infrações
detectadas pela polícia.
Até agora a justiça restaurativa
foi tratada apenas em sua aplicação inter-individual (vítima-ofensor). Contudo,
essa justiça pode presenciar também a participação de grupos da comunidade, o
que, para muitos, maximiza os resultados. Braithwaite se alinha à posição de Ross (1996) de 
que para restaurar indivíduos é preciso antes restaurar a comunidade em que ele
se insere, ou seja, o processo de cura deve envolver todo um grupo saudável, e
não um único administrador da justiça restaurativa (mediador, por exemplo).
Essa argumentação é comprovada pelo autor pelo estudo de Schneider (1990), que percebeu que a melhora do
sujeito está diretamente conectada com o apoio de parte da comunidade – em
comunidades que mostraram maior apoio social, a criminalidade se mostrou menor.
Isso posto,
Braithwaite apresenta a justiça restaurativa como uma grande promessa de
estratégia de redução do crime. Defendendo que ela funciona, reconhece que é preciso aprofundar
mais os processos pela qual ela é aplicada e os valores que a guiam. 

### Comparação da justiça restaurativa com outras teorias
O autor expõe um
conjunto de teorias que crescentemente parecem ter fortes relações com outras e
que oferecem uma explicação do porquê o processo da justiça restaurativa pode
ser eficaz em reduzir o crime e realizar outros tipos de restauração. Ele
argumenta que a justiça restaurativa tem os ingredientes de uma melhor teoria
da prevenção do crime do que a da teoria tradicional, uma melhor teoria da
reabilitação do que a fornecida pelo modelo de bem-estar social, uma melhor
teoria de como a detenção pode reduzir o crime do que o próprio modelo de
detenção etc.
Há diversas teorias que
têm como base a justiça restaurativa, confirmando a sua efetividade em diversos
pontos. São elas: teoria da vergonha reparadora; teoria da justiça processual; teoria
da vergonha desconhecida; teoria do desafio; teoria da auto-categorização;
teoria da prevenção do crime; teoria da reabilitação e teoria da detenção.

#### Teoria da vergonha reintegrativa
Essa teoria previne de maneira mais eficiente do que as práticas
retributivas. Os argumentos centrais são de que tolerar o crime leva a
consequências piores, assim como o desrespeito e a estigmatização, mas a
vergonha reintegrativa ou a desaprovação do ato dentro de um respeito contínuo
pelo ofensor, finalizando com o perdão, previnem o crime.
Uma implicação para a
defesa da justiça restaurativa é que o sistema de justiça funcionará melhor
quando ele facilitar o raciocínio moral para que se apliquem medidas
alternativas à punição do Estado.
Nos termos da teoria da
vergonha reintegrativa, a discussão das consequências do crime para as vítimas (ou
para a família do ofensor) introduz vergonha à conferência: o suporte daqueles
que aproveitam a relação mais forte de amor ou respeito com o ofensor estrutura
a reintegração no processo. Não é a vergonha da polícia, do juiz ou dos jornais
que é mais capaz de afetar o ofensor, mas sim a vergonha que passa pelos olhos
de quem ele respeita e de em quem confia.

#### Teoria da justiça processual
A ideia da vergonha
reparadora é de que a desaprovação é comunicada com um respeito pelo ofensor. O
caminho chave para mostrar respeito é ser justo, escutar, dar poder a outros
com controle processual e se abster de preconceitos quanto à idade, sexo e
cor.
As conferências não têm
todas as proteções procedimentais fornecidas pelos tribunais, mas análises
permitem dizer que os ofensores e as vítimas as acharão mais justas, por
causa de quem participa e de quem controla o discurso. Os julgamentos criminais
convidam ao lado oposto aqueles que podem causar o maior dano, enquanto as
conferências convidam ao lado oposto aqueles que podem dar o máximo de suporte,
seja ao lado da vítima, seja ao lado do ofensor. Em outras palavras, aqueles que
estão presentes tendem a ser justos.
Voltando à análise da
justiça restaurativa, pode-se dizer que ela é um ciclo virtuoso, ao passo que
a justiça retributiva é um círculo vicioso. Quando a comunidade sabe sobre
vários crimes e reage a eles de modo tônico, os benefícios da restauração motivam
outros a falarem, aumentando o conhecimento da comunidade acerca de crimes com
os quais poderão a colaborar na sua resolução. Quando a polícia toma
conhecimento de alguns crimes e responde de maneira punitiva, os efeitos
colaterais da punição silenciam os cidadãos a não intervir, reduzindo a
denúncia de crimes à polícia. Novamente, em um mundo em que a certeza das
sanções importa mais do que a sua severidade, o corolário é que os círculos
virtuosos da justiça restaurativa detém mais do que os círculos viciosos da
justiça punitiva.
A natureza benigna da
detenção será vista pela maioria das críticas como a grande fraqueza da justiça
restaurativa. O ponto crucial é que a justiça restaurativa mantém livre vários
indivíduos que a teoria retributiva mandaria à cadeia. Está claro que
os ofensores e aqueles que participam dos processos da primeira não o veem como
fácil, mas como uma experiência exigente e difícil que alcança acordos muito
mais leves do que o encarceramento.
A incapacitação, como
última etapa da pirâmide, significa remover do ofensor a capacidade que o
permitiria praticar outro delito. Há muitas maneiras de  aplicá-la além do encarceramento e execução.
Está explícito que o encarceramento é o mais utilizado, o que gera problemas
muito maiores à sociedade, visto que o que se faz é juntar diversos criminosos
onde eles aprendem novas habilidades na ilegalidade ou sofrem experiências
degradantes (como sujeição a doenças, estupros e outros tipos de violência) que
podem estimulá-los a praticar novamente os atos que os colocaram lá.
As pessoas íntimas ao
ofensor podem incapacitá-lo de modo muito mais intensivo, dinâmico e sensível
do que o sistema de justiça criminal. Assim, a incapacitação gerada pela
comunidade é mais efetiva do que a que decorre do encarceramento. É possível ver que
o processo da justiça restaurativa irá restaurar as vítimas, os ofensores e a
comunidade melhor do que as práticas de justiça criminal. 

### Preocupações relacionadas à justiça restaurativa
Os efeitos colaterais e
as contraindicações da justiça restaurativa são diversos. Algumas críticas
são, então, expostas por Braithwaite. 
Como em mais de 90% das
vitimizações não haverá contato entre a vítima e seu ofensor, os efeitos
preventivos da intervenção da justiça restaurativa deverá ocorrer em grande
escala para que seja possível medir o seu impacto nas taxas de ocorrência do
crime. Isso requereria um programa muito mais amplo do que qualquer um que
existe nos dias atuais.
Por causa da implicação
acima, não seria possível provar que essa justiça diminui o medo das vítimas da
revitimização. Contudo, nos poucos casos estudados apontados pelo autor, estabeleceu-se que a
redução desse medo nas vítimas ocorreu o dobro do que o comum, isso porque a justiça
restaurativa oferece muito mais suporte e compreensão às vítimas que enfrentam
tal trauma. 
Além disso, em termos
do interesse do ofensor, encaminhar o caso a essa forma alternativa pode ser
contraprodutivo com uma vítima que com um pouco mais de tempo estaria pronta
para perdoar ao invés de odiar. Logo, a chave para o círculo de suporte da
vítima é saber se ela se sente segura em conhecer seu ofensor para que o
processo da justiça restaurativa não seja mais prejudicial do que o processo no
tribunal.
Também se critica
dizendo que ela pode funcionar bem em sociedades rurais e menores (como de
povos nativos), mas não em sociedades industriais. O contra-argumento é o de
que se um policial nessa comunidade rural age com base em princípios da justiça
restaurativa não haverá muita diferença em relação a um policial que age sem esses
princípios, pois a família e a comunidade de uma ou de outra maneira darão
suporte ao ofensor. Porém, quando um policial restaurativo prende um garoto
sem-teto que não confia nos adultos e autoridades, nesse momento ele
pode fazer a diferença.
A justiça restaurativa
pode oprimir os ofensores devido a uma tirania da maioria(como ocorre quando
os indígenas se autodeterminam capazes de punir com o uso da força) pois sem um
Estado por detrás, não há maneira de garantir que os direitos da vítima e do
ofensor serão devidamente protegidos. O que se deve fazer para evitar isso é
introduzir figuras de autoridade (como policiais) que encorajem o uso da
justiça restaurativa. Quando o exercício da justiça for violento ou até
mesmo excessivamente rigoroso, deverá aquele levar o caso ao tribunal. Isso não
revela que os tribunais sejam genericamente menos tiranos do que o processo
feito por uma comunidade. Ao contrário, as execuções públicas deixaram de existir devido a
uma pressão feita pela própria comunidade.
Assim, a tirania da
maioria, embora rara, pode sim ocorrer e, ao condicionar as partes ao abuso e
perdas de direitos,comprometerá a justiça. O remédio para essa situação
é garantir com que tanto o ofensor quanto a vítima possam migrar para o
processo nos tribunais de justiça quando se sentirem indevidamente prejudicados
e com seus direitos em risco.
John Braithwaite aponta também que há preocupações com
o fato da justiça restaurativa, ao regular os casos na esfera da comunidade,
fazer com que a violência doméstica volte a ser uma matéria regulada dentro da
esfera da vida privada ao invés de um problema social, que é onde ele realmente
se encontra. Todavia, há provas que indicam que nos processos de violência
doméstica levados à justiça restaurativa, houve uma redução significativa no
número de reincidência.
Para que seja aplicada
da forma correta, a justiça restaurativa, ao contrário do que se prega na
justiça do tribunal, não deve ser neutra, mas deve diminuir as injustiças
(tratar os iguais igualmente e os desiguais na medida de suas desigualdades) para
se alcançar a equidade, ou seja, a justiça do caso concreto. Para que isso
funcione, deve-se dar mais poder às partes mais vulneráveis ao passo que se o
diminui das partes envolvidas mais dominantes, como a polícia. Na prática, uma
maneira de que isso se realize é dar à vítima e ao ofensor o poder de
escolher quem eles desejam que esteja e que não esteja ao seu lado para lhes
dar suporte. John Braithwaite sustenta que é muito importante a participação de
terceiros durante a conferência e negociação para proteger as partes contra
abusos do Estado e da outra parte.
A justiça restaurativa
pode esmagar os direitos da vítima e do ofensor, pode dominá-los, pode levar a
uma falta de proteções procedimentais e pode dar às famílias, à polícia ou a
outros terceiros poder exagerado. Há, para Braithwaite, 3 possíveis remédios. O
primeiro é a contestabilidade no âmbito do Estado de Direito, pelo qual se impõe
um formalismo legal para impedir o excesso de informalismo. O segundo é tirar a
individualidade da justiça restaurativa, privilegiando conferências que
envolvam a comunidade ao invés das conferências entre os indivíduos apenas. O
terceiro é estabelecer políticas de cunho social para defender minorias contra
a tirania da maioria.
Segundo Braithwaite, as críticas a essas
teorias se fazem certas e não podem ser de todo refutadas porque a matéria
ainda não foi aprofundada, devendo ser melhor explorada. Pelo que foi
estudado até o momento, contudo, o autor afirma que as promessas da justiça restaurativa tendem a se concretizar. 

### Transformação do sistema legal
Pela justiça
restaurativa e a regulação responsiva será possível reformar todo o sistema
legal, tornando-o mais justo. Não é um pensamento utópico, visto que o sistema tem
ampliado a aplicação de medidas alternativas – como a mediação – para desafogar
os tribunais. Contudo, mesmo que seja uma possibilidade remota, pode ser que
essa ampliação não seja para mudar o sistema em si, mas como uma distopia da
resolução alternativa de disputas.
Essa mudança se faz
necessária, pois a lei é o instrumento pelo qual a maioria e os mais poderosos
exercem dominação nas minorias, causando mais injustiça do que justiça. Os processos em que há mais resultados vitória-vitória – em que ambas as partes se sentem vitoriosas, o que está, muitas vezes, ligado à
reparação simbólica – os são mais benéficos e proveitosos para as partes.
Um desafio para a
justiça restaurativa é criar institutos de disputa em que haja menor dominação
de advogados, do dinheiro e da raiva. Tanto é que as resoluções alternativas de
disputas tendem a falhar quando estão sob a hegemonia da advocacia, porque há
uma tendência dos advogados de simplificar os problemas e de destacar os
aspectos bons de seu cliente e esconder os maus, além de querer prejudicar a
outra parte, não produzindo assim a verdade por inteiro e nem a reconciliação,
que Braithwaite aponta como fundamentais à justiça restaurativa. A melhor maneira de
transformar o sistema de legal de injusto para justo é participar na construção
de movimentos sociais que impulsionem essa mudança, como o do aumento da
participação e do poder das minorias, que também daria maior caráter
democrático a esse sistema.
Será preciso, então, um novo Estado regulador que regulamente a auto-regulação privada nas
conferências. Além disso, ele deve incentivar que cada comunidade ou organização tenha seu próprio processo de justiça restaurativa, o que faria com
que somente os casos que realmente precisassem ser tratados pelo poder
judiciário chegassem a ele. Isso produziria uma economia processual que seria
reconvertida em benefício para a sociedade, garantindo que todos os
indivíduos que quisessem participar do processo de justiça restaurativa
pudessem fazê-lo.
Braithwaite busca deixar claro que a
justiça restaurativa é mais do que a variação do antigo tema de como
procedimentalizar as disputas, mais do que uma reforma no sistema de justiça
criminal. Se ela for aplicada juntamente com a regulação responsiva, terá um
grande potencial de transformar as relações entre os indivíduos, as relações
entre nações, e a política econômica, além de criar uma democracia mais valiosa.

## Desigualdade, Crime e Política Pública[14]
Este
estudo, o qual consta no livro Inequality, Crime and Public Policy, intenta integrar e interpretar o vasto corpo de dados e pesquisas
existentes a respeito da relação entre classes e criminalidade, com o objetivo
de apresentar respostas para duas questões. Primeiro, se políticas públicas de
distribuição de riqueza e poder trariam efeitos sobre a criminalidade e
segundo, se políticas para superação da segregação habitacional também
resultariam em efeitos sobre a criminalidade. Buscando
essas respostas, Braithwaite apresenta uma revisão sistemática sobre evidências
empíricas disponíveis de forma a relacionar e confrontar diversas teorias,
apresentando suas próprias conclusões a respeito de cada questionamento. 

### Definindo o problema
Braithwaite
demonstra que a comum mistura dos elementos clássicos de análise da criminalidade
(favela e indivíduo) têm sido motivo de confusão entre pesquisadores, tornando-se
necessária sua separação em dois níveis de análise diferentes. Tal
desmistificação torna-se importante para que sejam formuladas adequadas
políticas públicas para cada situação, a saber: políticas de distribuição de
riqueza e poder no âmbito do indivíduo, e de mistura de classes a fim de
reverter a segregação nas favelas no âmbito da comunidade. 

#### A mistura de classes para a redução do crime
Historicamente,
as favelas têm sido concebidas como berço da criminalidade, defendendo-se portanto,
como solução, uma renovação urbana radical. Hoje, isso cai em descrédito pela
crença de que a criminalidade presente nestas é mais um produto de suas
condições sociais e econômicas do que físicas, geográficas. A renovação urbana
é vista, então, como uma mera modificação da localização do crime. Além
disso, argumenta-se que a mudança forçada pode romper laços que controlam o
comportamento desviante. Surge
como alternativa à “limpeza” das favelas o encorajamento da mistura entre
classes, através da promoção de facilidades que encorajem outras classes a
retornar a essas áreas, do impedimento à especulação imobiliária, entre outras
medidas, de forma a visar a constituição de “comunidades balanceadas” em termos
sociais e econômicos. 

#### A diminuição da desigualdade para a redução do crime
Tratando-se
de um âmbito mais estrito, políticos e acadêmicos referem-se à redução da
pobreza, que envolve garantir padrões mínimos de vida e uma efetiva
distribuição de riqueza e poder, não só como meio de redução da criminalidade,
mas como o principal meio. Esta posição será analisada mais ao fim da pesquisa apresentada por Braithwaite. 

#### Definições: registros oficiais
Braithwaite, propõe-se, a fim de resolver os questionamentos postos no início da
pesquisa, a analisar dados empíricos preexistentes, baseando-se nos
principais: “official records” e “self-reports”. Demonstra
que a maneira mais comum de análise de dados é a partir da definição das
pessoas que aparecem nos registros oficiais das cortes, da polícia, das prisões
e instituições para jovens. Que têm sido criticada pelo fato de que contém
apenas uma fração da atividade criminal que toma lugar na comunidade. Além
disso, variadas inclinações/propensões (“biases”) operam para selecionar as
ofensas que serão reportadas oficialmente, evidenciando-se um problema de
interpretação do significado dos registros oficiais, num contexto de negociação
informal presente na comunidade. Dessa
forma, o principal impasse gerado é que a partir desse método, assume-se que os
crimes oficialmente registrados guardam uma relação proporcional constante da
criminalidade apresentada em todas as classes, o que não é sustentado
empiricamente. 

#### Definições: confissões ou auto-retratos
Aqueles
que desapontaram-se com a análise de registros oficiais voltaram-se para
medidas de criminalidade basadas em “confissões”, obtidas a partir de opções
formuladas por pesquisadores em forma de questionário. Suas
falhas residem no fato de que tais respostas podem ser desosnestas, exagerdas
ou simplificadas, o que tende a ser resolvido através do uso de polígrafos, mas
que de certa forma, implica meio para atingir maior grau de confiança nos
resultados do que a própria validade do método. Fica
evidente, que a dificuldade de associar uma definição legal de crime a nível
teórico provém da falta de segurança dos dados obtidos, questão que Braithwaite busca resolver a
partir da análise dos dois métodos em cooperação, a fim de cada um elimine as
faltas do outro.

### A relação classe-crime
Braithwaite busca responder a seguinte pergunta: a classe baixa é mais criminosa que o resto da população? . A
análise proposta será realizada a partir de duas variantes, uma relativa à
população de classe baixa e uma relativa à área onde vivem. Ambas observadas
sob a ótica dos registros oficiais e das “confissões” em correlação. Num
primeiro momento, ao observar os dados oficiais, tornam-se evidentes as
desigualdades na administração da justiça, gerando uma ideia generalizada de
que os crimes são quase somente realizados pelas classes baixas, exagerando a
percepção de delinquência cometida por estes. Permeando
e desestruturando a veracidade dos registros oficiais, as
inclinações/propensões preconceituosas exigem a análise criminológica a partir
de outra fonte. Já
os dados baseados nos “self-resports”, por apresentarem-se em grande variedade
de escalas propostas pelos diversos pesquisadores, tornam-se cientificamente
comprometidas. Além disso, uma grande “inclinação” que afeta este método,
consiste no fato de que ao serem confrontados por um pesquisador branco de
classe média, integrantes de outras classes e raças tendem a sentirem-se mais
desconfortáveis, de forma que pode haver distorsões, principalmente num
sentido de exagero da criminalidade da classe média. A
fim de buscar um novo tipo de análise, mais fiel à relação classe-crime,
observou-se os resultados obtidos pela National Crime Panel, com atenção à
vítimas. Ficou
claro então, que além do fato de que aqueles que vivem em áreas mais humildes
cometem mais crimes, estes ocorrem com mais frequências nestes locais,
podendo-se observar uma clara conexão entre o local habitado e seus habitantes,
em relação à criminalidade. Dessa
forma, o único método que apontou uma clara relação classe-crime demonstrou que
pessoas de classe baixa cometem mais crimes. Porém com a ressalva de que
ignoram-se os crimes corporativos, essencialmente lidados pelas autoridades
civis.

### Hipóteses de mistura de classes
Formam-se,
a respeito da hipótese de mistura de classes, duas correntes, uma acreditando
que as classes baixas trariam as classes médias para o crime e outra
acreditando que as classes médias reduziriam a criminalidade das classes baixas
por meio de uma “elevação da cutura”. Ambas
involvem, porém, a duvidosa posição de superioridade das classes médias. Além de
que, claramente, uma posição ignora a outra, quando ambos os lados e situações
devem ser considerados num todo da comunidade. Atenta-se
para a teoria de Cloward e Ohlin, para os quais estão presentes duas condições
para a delinquência: o acesso a meios legítimos de obtenção de sucesso devem
estar fechados, e o acesso a meios ilegítimos, aberto. Assim,
um meio de redução de criminalidade seria garantir que as pessoas não
apresentem as duas condições ao mesmo tempo, mas apenas uma delas ou se
possível, nenhuma. Concluem
que aqueles a quem são oferecidas barreiras para as oportunidades legítimas
encaixam-se nas classes baixas, e aqueles a quem são expostos meios ilegítimos
de obtenção de sucesso (como estruturas de aprendizagem criminal, falta de
controle por parte da comunidade e suporte social para gangues)  são os que vivem em regiões de classe baixa. Dessa
forma, para uma redução da delinquência é preciso que menos pessoas de classe
baixa vivam em áreas de classe baixa. 

#### Teorias do conflito de normas
Através
da teoria do conflito de normas, discorda-se da necessidade de redistribuição
das classes, pela defesa de que quando misturam-se diferentes subculturas
surgem conflitos a partir das normas não compartilhadas entre eles,
dificultando a coesão da comunidade pela falta de base para estabelecimento de
normas de controle social, entre outras. A
inconsistência da mesma surge por ignorar que uma das razões pela qual não há
entendimento recíproco entre as classes é justamente o fato de viverem em
isolamento, relacionando-se pouco. Porém,
contribui esta teoria para a noção de que a curto prazo poderiam surgir choques
e preconceitos, mas a médio e longo prazo, estereótipos e noções de “nós e
eles” seriam quebradas, a violência e o conflito tornariam-se evidentes exigindo
tratamento e discussão, sendo também imposta a necessidade de convivência e
compreensão entre os diferentes. Por
fim, ao assumir que as associações diferenciadas, a estratificação de uma subcultura
e a estigmatização aumentam em função da concentração residencial, esses
argumentos podem ser utilizados para prever que a dispersão a longo prazo pode
diminuir a delinquência. 

### Repensando a distribuição do crime entre as classes
Braithwaite busca observar uma área pouco estudada pelos criminólogos, os crimes
de colarinho branco, principalmente porque pode-se afirmar que os poderosos
tendem a dificultar o estudo de seus abusos. Sua
importância reside no fato de que ignorá-los gera como consequência a formação
de pesquisas seletivas em relação aos preconceitos de classe. Esta
parte busca focar numa das conclusões observadas no capítulo II, a de que os
criminosos, especialmente os adultos de classe baixa, relacionam-se com a
polícia em maiores taxas, de forma a observar como esta pode ser modificada se
tais crimes dos poderosos fossem incluídos nessas. 

#### O volume dos crimes de colarinho branco
Ao
analisar os estudos de Sutherland, observa-se que tais crimes não só são
superiores no quesito de danos financeiros, como também o é o número de crimes
cometidos e o número de pessoas cometendo-os. Confirma-se
a afirmação de que se dentre as ofensas punidas por lei fossem inclusas as de
“colarinho branco”, então concluiria-se que adultos de classe alta cometem mais
crimes (estes mais danosos à propriedade) do que as classes baixas. Quanto
à violência à pessoa humana, poderia-se continuar afirmando que as classes
baixas mantém os índices mais altos de criminalidade nesse quesito. Porém,
observando-se que, indiretamente, pela amplitude que podem tomar atos
criminosos dos poderosos, os danos à pessoa humana são ainda maiores nesse
caso. Além
disso, se violações às leis internacionais, como tortura de prisioneiros de
guerra, atos ilegais de agressão e genocídio contassem como crime, a magniude
que a criminalidade dos poderosos assumiria, reduziria a dos de classe baixa à insignificância. 
Analisando
tais conclusões, a distribuição de crimes entre as classes fica invertida. Isso
traz implicações dramáticas, pois como pode ser possível que a redução da
pobreza reduza também a criminalidade, quando a evidência é de que pessoas de
classes mais baixas (especificamente os adultos) não são mais criminosas. Já
quanto aos jovens, pela impossibilidade de assumirem posições e cargos entre os
poderosos, as conclusões dos capítulos anteriores se mantém.

#### Como são diferentes
Depois
dos estudos de Sutherland desafiarem as convenções de crime baseadas em
classes, surgiram estudos para entender porque tais crimes não são considerados
“reais”, evidente principalmente porque não são considerados sob a ótica do
Código Penal, mas do Civil. Consequentemente,
limitar a definição de crime como unicamente aqueles julgados sob o Código Penal
e normalmente tratados pela polícia é utilizar de uma seletividade tão
contaminada por preconceitos de classe que pode invalidar toda e qualquer
análise da relação classe-crime. Argumenta-se
que são tratados diferentemente porque não são considerados pela sociedade como
crimes sérios. Porém, essa afirmativa baseia-se em uma percepção relativa que
pouco pode fundamentar um estudo científico. Assim,
volta-se para a definição de Sutherland: são crimes cometidos por pessoas de
respeito e alto status social decorrentes de sua ocupação. Podendo-se assim,
afirmar que tais crimes diferenciam-se pois envolvem o abuso ilegal do poder
inerente ao cargo ocupado. Emerge dentro dessa situação conflitante entre
as diferentes distribuições de classe-crime um paradoxo que pode ser expressado
com a idéia de que: pouco poder e riqueza geram problemas de vida e isso produz
crime; muito poder e riqueza gera corrupção e isso também produz crime. 

#### Poder e corrupção
Busca-se
entender como o poder predispõe pessoas à corrupção. Em primeiro lugar pela
criação de oportunidades, sugerindo estudos mais aprofundados também outros
fatores, como a situação em que um ocupante de uma posição acima dos comuns,
pode passar a acreditar estar também acima da moral e dos preceitos legais que
governam os que estão abaixo deles. Sugere-se
também, que para lidar com grandes demandas funcionais faz-se necessário
astúcia e manipulações, comportamento quase inseparável do ato de gerenciar
vastas organizações. Há também, a interferência de interesses contraditórios e
pressões multilaterais, o que pode gerar uma sensação de confusão moral e
arbitrariedade. Além disso, para os administradores e diretores com altas
posições, o excesso de poder elimina muitas limitações para seus atos, que
podem se estender além daqueles limites impostos por lei. 
Observa-se
portanto, que o excesso de domínio dos poderosos leva ao crime, e que também o
excesso de subordinação o faz. Assim,
uma redistribuição de poder a fim de que existam poucas pessoas em um desses
extremos, pode ensejar uma diminuição na criminalidade. O
principal impasse reside no fato de que a distribuição de poder pode também
dispersar responsabilidades, devendo ser feita de modo a incorporar regras
claras para prestação de contas. 

### Os programas de redução de pobreza funcionarão?
Braithwaite busca interpretar as alternativas de análise para
determinação da real contribuição da desigualdade para a criminalidade,
chegando a conclusões inesperadas. Aponta,
surpreendentemente, uma série de impedimentos para uma efetiva redução da
criminalidade a partir de políticas de redução da pobreza, dentre eles o fato
de que a manutenção do foco em grupos específicos, gera para os que não são
abordados, uma sensação de desprezo. Alem disso, quando é selecionado um grupo
para receber atenção especial, este passa a ser rotulado, de forma a gerar um
estigma dificil de ser superado. Por
fim, demonstra que, no atual sistema econômico, gerar oportunidades para
determinado indivíduo significa retirá-las de outro, tendo como maior evidência,
o fato de que cidades com número menor de pessoas de classe baixa, não diminuem
suas taxas de criminalidade, levando à suposição de que quando o número de
pessoas de classe baixa diminui, os que nessa condição permanecem tornam-se
mais atípicos em função, principalmente, das maiores privações que sofrem. Estas dificuldades deixam falhas que ainda
devem ser estudadas, principalmente a respeito de avaliações claras de
programas de intervenção que genuinamente distribuem riqueza e poder e da
examinação do efeito na criminalidade quanto à redução de pobreza separadamente
para aqueles que a deixaram e para os que permanecem, de forma a responder se a
redução na criminalidade dos primeiros reduz-se às custas de um aumento da dos
segundos.